# Alfe Menasze
Alfe Menasze (hebr. אלפי מנשה) – samorząd lokalny położony w Dystrykcie Judei i Samarii, w zachodniej części Samarii w Izraelu.

## Historia
Osada została założona w 1983. Status samorządu lokalnego otrzymała w 1987.

## Demografia
Zgodnie z danymi Izraelskiego Centrum Danych Statystycznych w 2006 roku w osadzie żyło 5,8 tys. mieszkańców.
Populacja osady pod względem wieku (dane z 2006):
| Wiek (w latach) | Procent populacji w % |
| --------------- | --------------------- |
| 0-4             | 9,3%                  |
| 5-9             | 8,6%                  |
| 10-14           | 8,3%                  |
| 15-19           | 8,3%                  |
| 20-29           | 16,0%                 |
| 30-44           | 21,9%                 |
| 45-59           | 21,5%                 |
| ponad 60        | 6,0%                  |

Źródło danych: Central Bureau of Statistics.

## Komunikacja
Na północ od miasteczka przebiega droga ekspresowa nr 55  (Kefar Sawa-Nablus).